# Beachsoccer

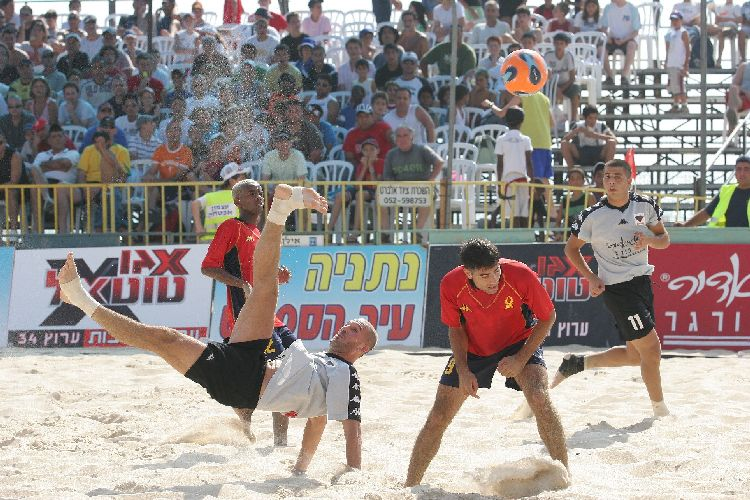
Beachsoccer (2007)

Beachsoccer oder Strandfußball ist eine Abwandlung des Fußballspiels. Diese Sportart wird, wie Beachvolleyball, auf Sand oder auf einem Strand ausgetragen.
Der Weltverband Beach Soccer Worldwide (BSWW) organisiert zahlreiche Turniere, etwa die zweijährliche Beachsoccer-Weltmeisterschaft, die seit 2005 unter dem Dach des Weltfußballverbandes FIFA durchgeführt wird. Seit den 1990ern gibt es kontinentale Profiligen, in denen auch schon bekannte ehemalige Profifußballer mitspielten, unter anderem Eric Cantona oder die brasilianischen Nationalspieler Romário, Júnior und Zico.

## Geschichte
Die Sportart entstand in den Küstenregionen Brasiliens gegen Ende des 19. Jahrhunderts. Anfangs waren es europäische Seeleute, die auf ihren Landgängen im Sand Fußball spielten.
Der Fußball am Strand war und ist in Brasilien fester Bestandteil der Freizeitgestaltung. An selbiger Stelle fanden 1957 die ersten offiziellen Beachsoccer-Turniere statt. Seitdem werden dort auch regelmäßig professionelle Turniere durchgeführt, die mit der Premiere der inoffiziellen Weltmeisterschaft 1995 einen zwischenzeitlichen Höhepunkt hatte. Von der Copacabana hat sich Beachsoccer anfangs nur auf die USA, dann aber sehr schnell auf die restliche Welt ausgedehnt.
Federführend war dabei unter anderem die von Giancarlo Signorini 1992 gegründete „Beach Soccer Company“, die das Konzept für die Veranstaltungen entwickelte und die „Pro Beach Soccer Series“ ins Leben rief. Noch im gleichen Jahr fand am Will Rogers Beach in Los Angeles ein Probeturnier statt, das erheblichen Zuspruch bei den Zuschauern fand. Dieser Erfolg veranlasste Signorini, auch andernorts ähnliche Events durchführen zu lassen. In Miami, Florida wurde 1993 ein international besetztes Turnier veranstaltet, bei dem 6.000 Zuschauer kamen und das zusätzlich das amerikanische Fernsehpublikum begeisterte. 1995 begann die weltweite Vermarktung von Beachsoccer, in dem parallel zur Fußballweltmeisterschaft ein Turnier in Los Angeles durchgeführt wurde. Schon zwei Jahre später entwickelte sich die Beachsoccerszene rund um den Globus, so wurde u. a. in Frankreich, England, Spanien, Deutschland, Belgien sowie Malaysia und Argentinien gespielt. Mit der Gründung der „European Pro BeachSoccer League“ 1998 hatte Beachsoccer den Durchbruch in Europa geschafft.
Verantwortlich für die Organisation der Weltmeisterschaften, aber auch für die Austragung der europäischen Beachsoccer-Turniere ist die Vereinigung „Beach Soccer Worldwide“ (BSWW), die aus der „Beach Soccer Company“ und der „Octagon Koch Tavares“ entstand. Mit Anerkennung durch die FIFA veranstaltet die BSWW Spielserien in mehr als 60 Ländern. Der größte Erfolg für die BSWW war zu dem Zeitpunkt auch schon abzusehen. Im Mai 2005 wurde unter der Schirmherrschaft der FIFA die erste „FIFA Beachsoccer-Fußball-Weltmeisterschaft“ am Strand der Copacabana in Rio de Janeiro ausgetragen.

## Regeln
Das Spiel wird von zwei Mannschaften mit je fünf Spielern (4 Feldspieler + 1 Torwart) bestritten. Weiterhin gibt es drei bis maximal fünf Ergänzungsspieler.
Die Spieler dürfen keine Ausrüstung tragen, die andere Spieler verletzen könnte. Die Kleidung besteht aus einer Hose und einem Trikot. Gespielt wird barfuß auf der Sandfläche – lediglich elastische Fuß- oder Knöchelbandagen sind gestattet.
Das Spiel besteht aus drei Perioden mit jeweils zwölf Spielminuten. Nach jeder Spielperiode wird die Seite gewechselt. Sollte das Spiel unentschieden sein, folgt eine Verlängerung mit einer Dauer von drei Minuten. Wenn die Verlängerung ebenfalls unentschieden endet, gibt es ein Penaltyschießen.
Um das Spiel schnell zu halten, gibt es eine 4-Sekunden-Regel für die Ausführung von Standardsituationen (Ecken, Einwurf, Einkick, Freistoß, Abwurf, Ballkontrolle im eigenen Strafraum). Diese vier Sekunden werden von den Schiedsrichtern offen angezeigt (Ausnahme: Freistöße).
Bei einem Freistoß darf keine Mauer gebildet werden; d. h. beim Ausführen des Freistoßes darf sich zwischen dem Tor und dem ruhenden Ball kein Spieler der gegnerischen Mannschaft befinden. Der gefoulte Spieler muss den Freistoß/Strafstoß selber ausführen.
Der Torwart darf einen Ball mit der Hand aufnehmen, auch wenn er vom eigenen Spieler zurückgespielt wurde. Dies darf er aber nur einmal pro Ballbesitz seiner Mannschaft. Er darf den Ball erst dann wieder mit der Hand aufnehmen, wenn ein gegnerischer Spieler den Ball berührt hat.
Wird der Ball in der Halle an die Decke gespielt, erhält die andere Mannschaft einen Einwurf/Einkick an der Stelle, die der Deckenberührung am nächsten liegt.
Beim Anstoß müssen alle Spieler der gegnerischen Mannschaft mindestens 5 Meter Abstand vom Ball halten.
Bei einem Fallrückzieher darf der ausführende Spieler nicht von einem Abwehrspieler angegangen werden.

## Internationale Meisterschaften (Übersicht)
- Beachsoccer-Weltmeisterschaft – (alle zwei Jahre)
- CAF Beach Soccer Championship – Afrikanische Beachsoccer-Meisterschaft
- Beachsoccer-CONCACAF-Meisterschaft – Beachsoccer-Meisterschaft von Nord-, Mittelamerika und der Karibik
- COSAFA Beach Soccer Championship – Meisterschaft des südlichen Afrika
- Euro-Beachsoccer-Cup – Europameisterschaft (jährlich im Mai)
- Beachsoccer-Ozeanienmeisterschaft – Beachsoccer-Meisterschaft von Ozeanien
- Euro-Beachsoccer-League (EBSL) – Europäische Beachsoccer-Profiliga (jährlich Juli–August)
- European-Beachsoccer-Championship – Beachsoccer-Amateurturnier (jährlich im Mai, Juni, September und Oktober)
- Mundialito de Futebol de Praia (BSWW) – internationales Länderturnier (jährlich im Frühsommer)
- Mundialito de Clubes (BSWW) – internationales Profi-Vereinsturnier

## Nationale Meisterschaften

### Deutschland

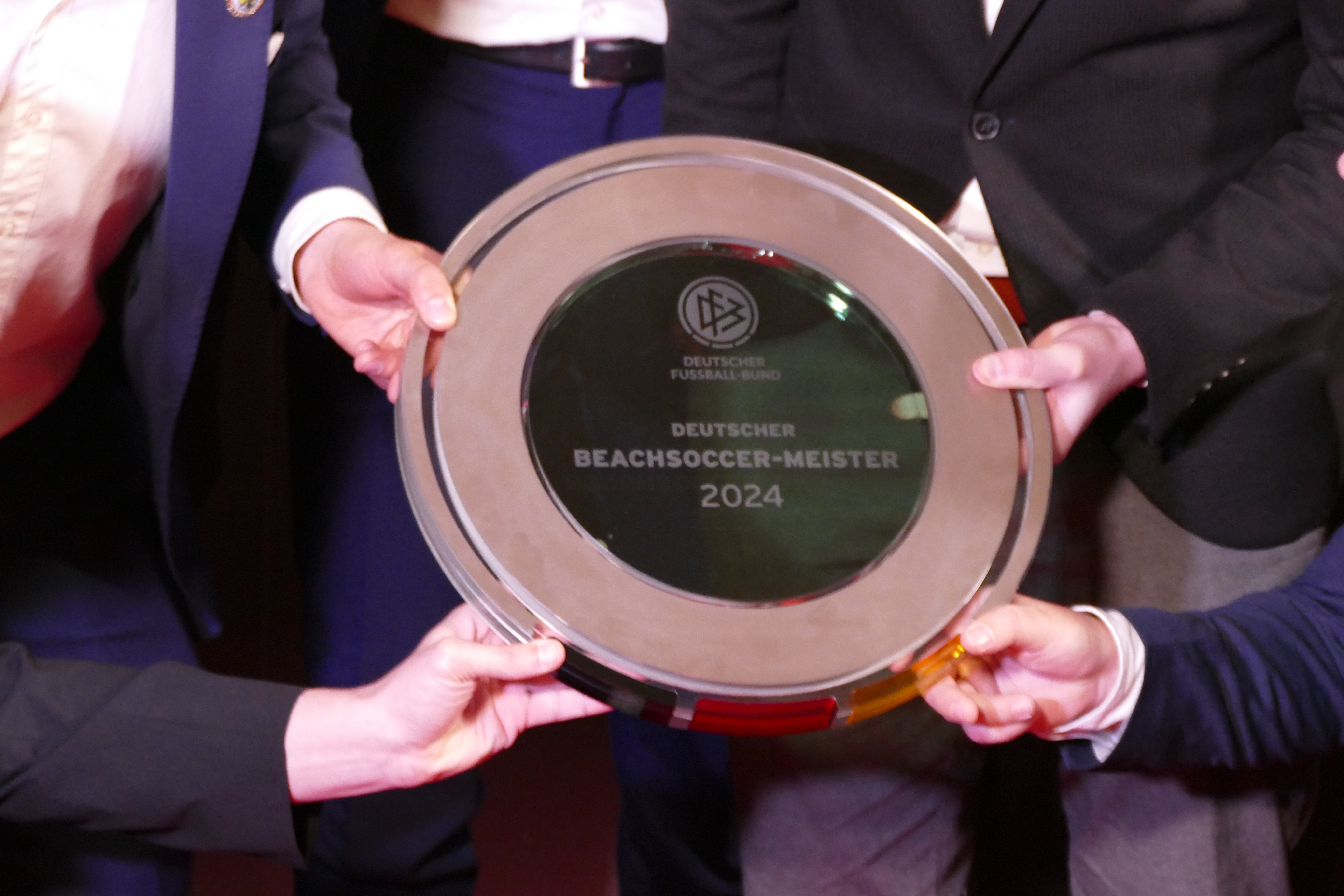
Meisterscheibe der Bavaria Beach Bazis 2024

Bis zum Jahre 2013 trug der Deutsche Fußball-Bund (DFB) keine eigenen Meisterschaften aus. Aus diesem Grund wurde 2001 der Deutsche Beach Soccer Verband e. V. (DBSV) gegründet. Ab 2002 organisierte der DBSV das German Beach Soccer Masters. Auf regionalen Turnieren konnten sich die besten Teams für das Finalturnier qualifizieren. 2018 löste sich der DBSV e. V. auf. Ab der Saison 2013 wurde mit der German Beach Soccer League erstmals ein vom DFB genehmigter Ligabetrieb auf Bundesebene durchgeführt, der 2018 durch die vom DFB organisierte Deutsche Beachsoccer-Liga ersetzt wurde.
Darüber hinaus trägt der Deutsche Fußball-Bund seit 2013 jährlich den DFB-Beachsoccer-Cup bzw. ab 2015 die Deutsche Beachsoccer-Meisterschaft in Rostock-Warnemünde aus, bei der die vier bestplatzierten Teams der Deutschen Beachsoccer-Liga im Final-Four-Turnier den Deutschen Meister ermitteln.
Nachdem 2013 noch der Sieger der German Beach Soccer League und der Sieger des DFB-Beachsoccer-Cups in einem Entscheidungsspiel den Teilnehmer für den Euro Winners Cup, der Champions League des Strandfußballs, ermittelt haben, ist seit der Saison 2014 der Sieger der Deutschen Beachsoccer-Meisterschaft (bis 2014 DFB-Beachsoccer-Cup) automatisch für den Euro Winners Cup qualifiziert. Die Deutsche Beachsoccer-Meisterschaft ist somit der ranghöchste Titel, der im deutschen Beachsoccer vergeben wird. Durch die guten Leistungen auf internationaler Klub-Ebene steht Deutschland seit 2019 ein zweiter Startplatz für den Euro Winners Cup zu.
Auch im Schiedsrichterwesen wird eine Professionalisierung vorangetrieben: Torsten Günther aus dem Fußballverband Mittelrhein war in den Jahren 2014 bis 2022 als erster internationaler Beachsoccer Schiedsrichter für den DFB auf der FIFA-Liste aktiv. Mit Malte Gerhardt (seit 2018), Annett Unterbeck (seit 2020), Rick Jakob (seit 2022) und Leroy Schott (seit 2023) dürfen weitere Unparteiische internationale Spiele leiten.

#### Männer
Deutsche Beachsoccer-Liga (bis 2017 German Beach Soccer League)
- Sieger 2013: Rostocker Robben
- Sieger 2014: Rostocker Robben
- Sieger 2015: Ibbenbürener BSC
- Sieger 2016: Ibbenbürener BSC
- Sieger 2017: Rostocker Robben
- Sieger 2018: Rostocker Robben
- Sieger 2019: Rostocker Robben
- Sieger 2020: Ibbenbürener BSC

Deutsche Beachsoccer-Meisterschaft (bis 2014 DFB-Beachsoccer-Cup)
- Sieger 2013: Beach Soccer Team Chemnitz
- Sieger 2014: Beach Soccer Team Chemnitz
- Sieger 2015: Rostocker Robben
- Sieger 2016: Ibbenbürener BSC
- Sieger 2017: Rostocker Robben
- Sieger 2018: Rostocker Robben
- Sieger 2019: Rostocker Robben
- Sieger 2020: Ibbenbürener BSC
- Sieger 2021: Beach Royals Düsseldorf
- Sieger 2022: Beach Royals Düsseldorf
- Sieger 2023: Rostocker Robben
- Sieger 2024: Bavaria Beach Bazis

Beachsoccer-Supercup
- Sieger 2013: Rostocker Robben (erste und letzte Austragung)

German Beach Soccer Masters des DBSV e. V.
- Sieger 2002: BSC Turbine Köln e. V. (Finalturnier Velten)
- Sieger 2003: BSC Turbine Köln e. V. (Finalturnier Gelsenkirchen)
- Sieger 2004: Dreamcatcher Braunschweig (Finalturnier Kiel)
- Sieger 2005: Uniao Brasil München e. V. (Finalturnier Neuss)
- Sieger 2006: Uniao Brasil München e. V. (Finalturnier Krefeld)
- Sieger 2007: Uniao Brasil München e. V. (Finalturnier Hilden)
- Sieger 2008: Uniao Brasil München e. V. (Finalturnier Wadgassen)
- Sieger 2009: Lords of the Ball Ibbenbüren (Finalturnier Köln)
- Sieger 2010: BSC Rio de Cologne (Finalturnier Köln)
- Sieger 2011: Das Wunder von Bernd Chemnitz (Finalturnier Bosen)
- Sieger 2012: 1. BSC Extase Hartfuss Saar e. V. (Finalturnier Bosen)
- Sieger 2013: Ghana Traunwalchen (Finalturnier Saarlouis)
- Sieger 2014: Sandy’s Balls Traunreut (Finalturnier Saarlouis)

Champions Trophy des DBSV e. V.
2013: einmalig ausgetragene Champions Trophy mit den sechs besten Teams der DBSV Serie:
- BSC Rio de Cologne e. V.
- The Danger Ibbenbüren e. V.
- Wuppertaler SV e. V.
- Dreamteam Hilden e. V.
- 1. BSC Extase Hartfuss Saar e. V.
- MSC Concordia Bohnental e. V.

#### Frauen
- Sieger 2008: Pritzwalk Bulls e. V. (Finalturnier Wadgassen)
- Sieger 2009: SRS Pro Sportler (Finalturnier Köln)
- Sieger 2010: SRS Pro Sportler (Finalturnier Köln)
- Sieger 2011: Chemnitzer FC (Finalturnier Bosen)
- Sieger 2012: Biddy United Trier (Finalturnier Bosen)
- Sieger 2013: FC Ergolding (Finalturnier Saarlouis)

### Österreich

#### Beachsoccer-Masters
- Sieger 2000: Gasthof Lippiwirt
- Sieger 2001: Weißes Ballett
- Sieger 2002: Flaschenclub
- Sieger 2003: USZ Lippiwirt
- Sieger 2004: Stella Rossa tipp3
- Sieger 2005: Ankick Team

### Schweiz
Die Swiss Beach Soccer League wurde am 10. April 2006 in Bern gegründet und startete mit zehn Teams aus der ganzen Schweiz in die erste Saison. Während sechs Wochenenden wurde um Siege und Punkte gekämpft und der erste Schweizermeister am Finalwochenende im Zürcher Hauptbahnhof gekürt. Die Liga wurde ins Leben gerufen, weil viele Beachsoccer-Vereine den Wunsch geäußert haben, Beachsoccer auf einem höheren und seriöseren Niveau spielen zu wollen.
Seit 2011 gibt es die Suzuki Swiss Beach Soccer League. Diese ist Plattform für die besten Beach Soccer-Vereine und -Spieler der Schweiz. Die 9–12 Events umfassende Meisterschaft findet im Zeitraum Mai–September in der ganzen Schweiz statt. Im ersten Jahr wurde die SBSL ausschließlich für Männer durchgeführt. Seit 2014 wird die Liga auch für Frauen Woman-League, bei den Männern in zwei Stärkeklassen Premier-League und Challenge-League sowie den Nachwuchs U-17-League umgesetzt.

#### Männer
Meisterschaft
- Meister 2006: BSC Scorpions Basel
- Meister 2007: BSC Scorpions Basel
- Meister 2008: BSC Scorpions Basel
- Meister 2009: BSC Havana Shots Aargau
- Meister 2010: BSC Scorpions Basel
- Meister 2011: BSC Scorpions Basel
- Meister 2012: Grasshopper-Club Zürich
- Meister 2013: Sable Dancers Bern
- Meister 2014: Sable Dancers Bern
- Meister 2015: Chargers Baselland
- Meister 2016: Chargers Baselland

Schweizer Cup
- Cupsieger 2008: BSC Scorpions Basel
- Cupsieger 2009: BSC Scorpions Basel
- Cupsieger 2010: BSC Chargers Baselland
- Cupsieger 2011: BSC Havana Shots Aargau
- Cupsieger 2012: BSC Chargers Baselland
- Cupsieger 2013: Sable Dancers Bern
- Cupsieger 2014: Grasshopper-Club Zürich
- Cupsieger 2015: BSC Chargers Baselland

#### Frauen
Meisterschaft
- Meister 2009: BSC Wildcats Freiamt
- Meister 2010: BSC Wildcats Freiamt
- Meister 2011: BSC Havana Shots Aargau
- Meister 2012: BSC Havana Shots Aargau
- Meister 2013: Beachkings Emmen